# Departamento de Avellaneda (kommun i Santiago del Estero)
Departamento de Avellaneda är en kommun i Argentina.   Den ligger i provinsen Santiago del Estero, i den norra delen av landet, 800 km nordväst om huvudstaden Buenos Aires.
Trakten runt Departamento de Avellaneda består i huvudsak av gräsmarker. Runt Departamento de Avellaneda är det mycket glesbefolkat, med 5 invånare per kvadratkilometer.